# Comifuro

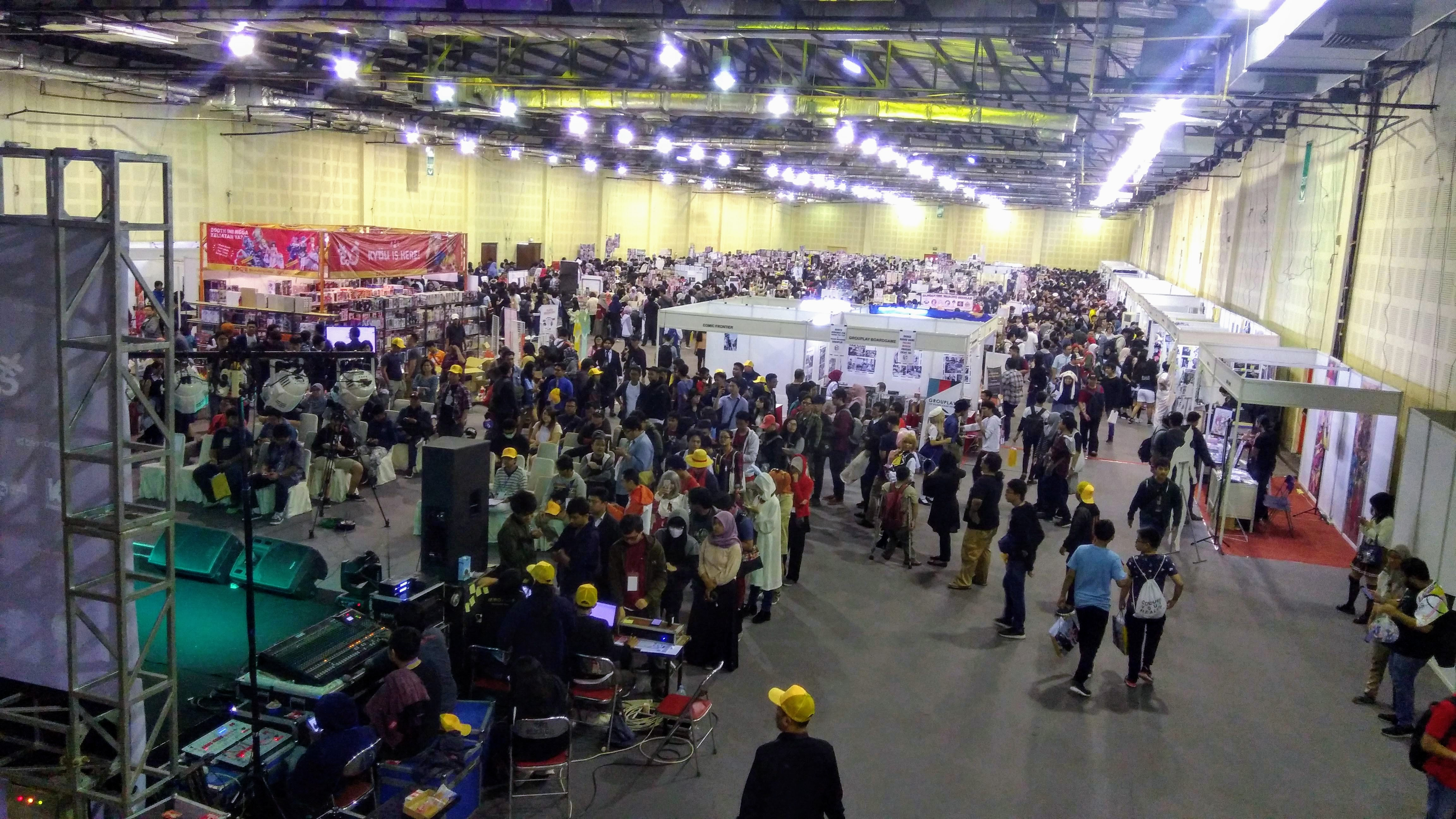
Đám đông Comic Frontier

Comic Frontier, hay Comifuro (viết tắt CF) là một hội chợ dōjinshi được tổ chức hai lần mỗi năm tại Jakarta, Indonesia.
Hội chợ này được một số sinh viên từ Đại học Indonesia khởi xướng, với lần đầu tiên được tổ chức vào năm 2012 mang tên Comic Frontier Akipa x Gelar Jepang với 35 circle tham gia.
Ban đầu là một phần của Gelar Jepang, một sự kiện văn hóa Nhật Bản do Trung tâm Nghiên cứu Ngôn ngữ Nhật Bản của Đại học Indonesia tổ chức, Comifuro đã được tổ chức như một sự kiện độc lập kể từ lần thứ ba diễn ra.
Comifuro là thành viên của Hiệp hội Triển lãm Otaku Quốc tế, một hiệp hội toàn cầu về triển lãm và sự kiện nơi những người đam mê văn hóa otaku tụ họp lại với nhau.

## Tổng quan

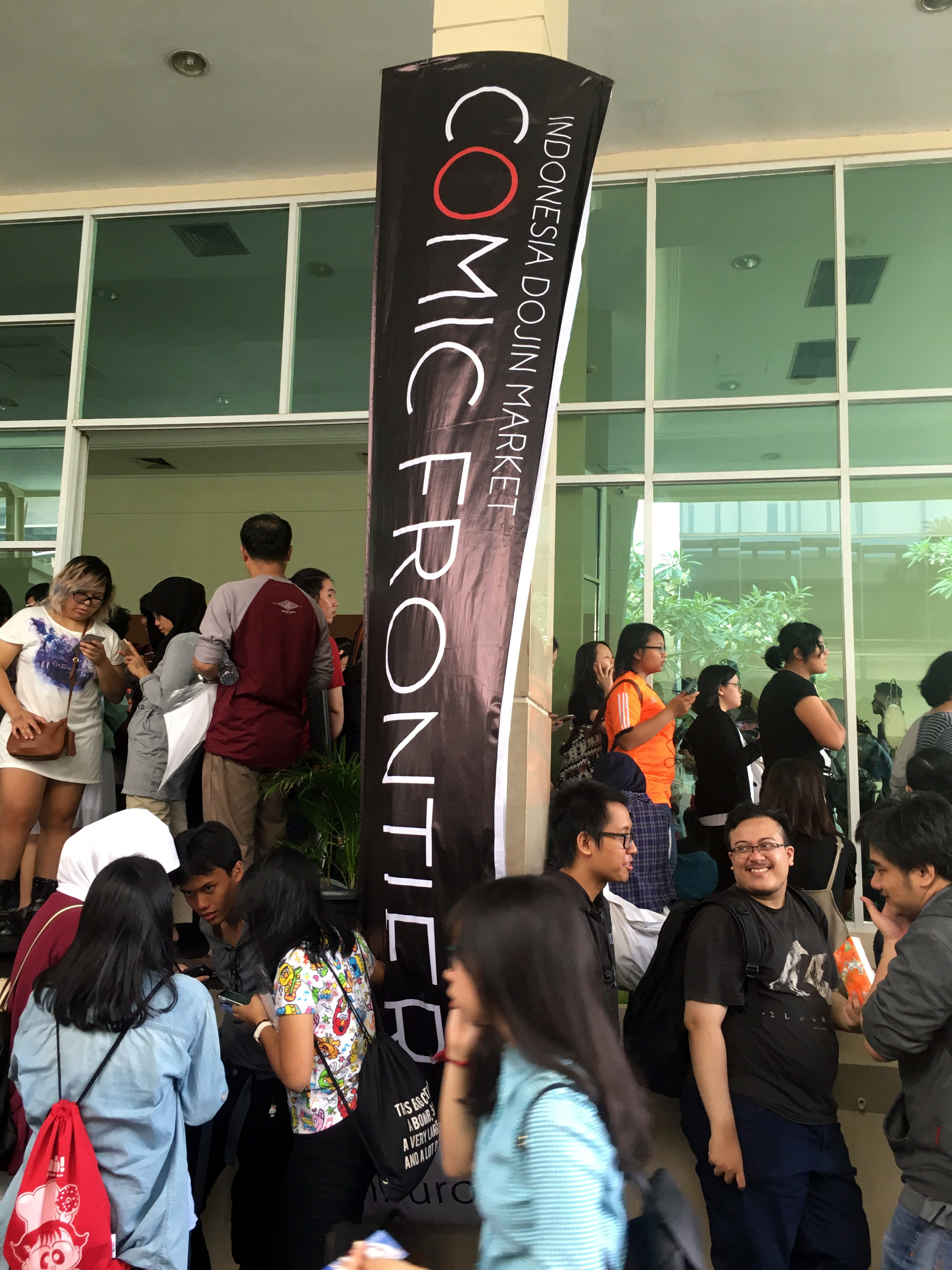
Cổng vào Comifuro

Comifuro có khá nhiều hoạt động và người tham gia, từ hội chợ dōjin, chương trình cosplay, gian hàng công ty, biểu diễn âm nhạc và talk show về ngành công nghiệp sáng tạo (đặc biệt là truyện tranh và hoạt hình) ở Indonesia.
Hội chợ dōjin được lấp đầy bởi các circle, với rất nhiều fandom từ Nhật Bản đến phương Tây. Chương trình cosplay là một hoạt động chính khác với nhiều cosplayer từ Indonesia và nước ngoài cùng tham gia. Buổi biểu diễn âm nhạc trên sân khấu được lấp đầy bởi màn biểu diễn karaoke, guitar acoustic, anisong, và DJ.
Các nhà xuất bản truyện tranh địa phương, như Re:ON và CIAYO thường có buổi Đánh giá Danh mục đầu tư mà các nhà văn tham vọng có thể gửi bản thảo của họ.

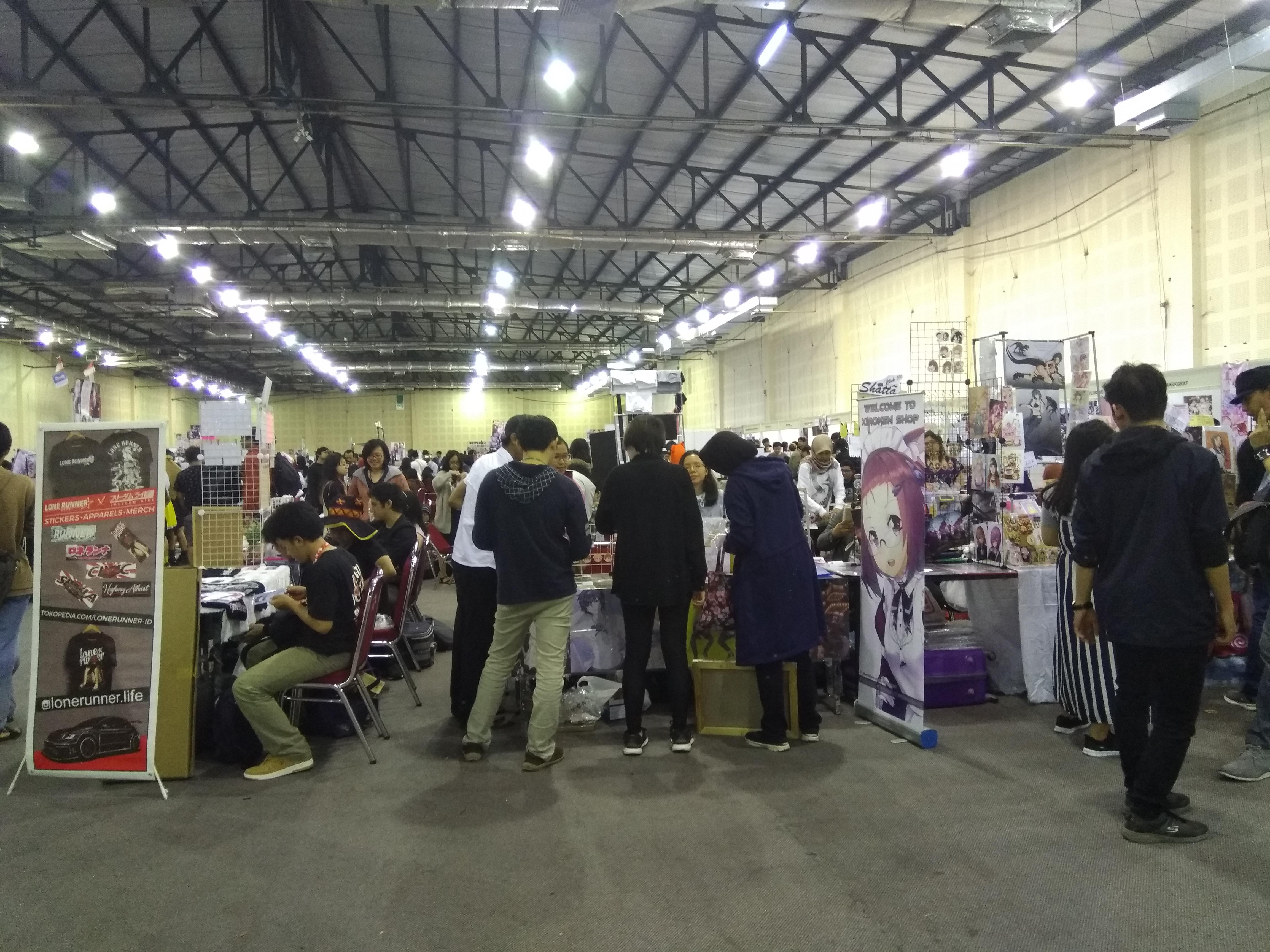
Các gian hàng circle trong suốt kỳ Comic Frontier 11

Comifuro thường được tổ chức vào Thứ Bảy và Chủ Nhật, mỗi năm hai lần. Việc bán vé bắt đầu vào buổi sáng trước khi cổng mở cửa lúc 9:30, cổng bán vé đóng cửa lúc 17:00. Hội chợ dōjin và các hoạt động khác diễn ra cho đến khi đóng cửa lúc 18:00.
Để đối phó với sự bùng phát của đại dịch COVID-19 ở Indonesia, bắt đầu từ năm 2021, Comifuro tổ chức một hội chợ trực tuyến mới, đặt tên là Comic Frontier Virtual, hoặc viết tắt là Comivuro (cũng thường được viết tắt là CV hoặc CFV). Hội chợ trực tuyến sẽ bao gồm một chuỗi các sự kiện riêng biệt với hội chợ trực tiếp của nó. Comic Frontier 15 sẽ quay trở lại kiểu hội chợ trực tiếp trước đó, được lên lịch vào ngày 24 và 25 tháng 9 năm 2022 tại Trung tâm hội nghị và triển lãm Indonesia (viết tắt là ICE).

## Sự kiện lịch sử
| Số     | Năm  | Ngày tháng     | Địa điểm                                                                 | Ghi chú |
| ------ | ---- | -------------- | ------------------------------------------------------------------------ | --- |
| 1      | 2012 | 15 tháng 7     | Đại học Indonesia (được tổ chức như một phần của Gelar Jepang)           | |
| 2      | 2013 | 7 tháng 7      | Đại học Indonesia (được tổ chức như một phần của Gelar Jepang)           | |
| 3      | 2013 | 28-29 tháng 12 | Đại học Indonesia (sự kiện độc lập)                                      | Sự kiện độc lập đầu tiên đồng thời cũng là sự kiện đầu tiên diễn ra trong hai ngày                                                                  |
| 4      | 2014 | 6-7 tháng 9    | Gelanggang Remaja, Đông Jakarta                                          | |
| 5      | 2015 | 24 tháng 1     | Phòng Triển lãm SMESCO                                                   | |
| 6      | 2015 | 22-23 tháng 8  | Phòng Triển lãm SMESCO                                                   | |
| 7      | 2016 | 30-31 tháng 7  | Phòng Triển lãm SMESCO                                                   | Lần đầu tiên với phí tham dự |
| 8      | 2017 | 21 tháng 1     | Trung tâm Hội nghị Integrity                                             | |
| 9      | 2017 | 2-3 tháng 9    | Trung tâm Triển lãm Balai Kartini Kartika                                | Có sự góp mặt của 3 cosplayer quốc tế: Aliga, Ying và Nemesia                                                                                       |
| X (10) | 2018 | 3-4 tháng 3    | Trung tâm Triển lãm Balai Kartini Kartika                                | |
| 11     | 2018 | 18-19 tháng 8  | Trung tâm Triển lãm Balai Kartini Kartika                                | Kết hợp cùng giải đấu thể thao điện tử Shadowverse Indonesia Circuit                                                                                |
| 12     | 2019 | 23-24 tháng 2  | Trung tâm Triển lãm Balai Kartini Kartika                                | |
| 13     | 2019 | 7-8 tháng 9    | Trung tâm Triển lãm Balai Kartini Kartika                                | |
| 14     | 2020 | 22-23 tháng 2  | Trung tâm Triển lãm Balai Kartini Kartika                                | Việc bổ sung một khu vực mới trong môi trường venus, cụ thể là Rafflesia Grand Ballroom.                                                            |
| CV1    | 2021 | 17-18 tháng 7  | Trực tuyến                                                               | Comivuro (Comifuro Virtual) sẽ được tổ chức như một hoạt động trực tuyến và tên Comifuro 15 sẽ được sử dụng cho các quy ước vật lý trong tương lai. |
| CV2    | 2021 | Tháng 12       | Trực tuyến                                                               | Sự kiện trực tuyến thứ hai được thông báo sau sự kiện Comivuro 1 với tên gọi Comivuro 2.0: You Can (Not) Miss It                                    |
| 15     | 2022 | 24-25 tháng 9  | Trung tâm hội nghị và triển lãm Indonesia, đặt tại thành phố BSD, Banten | Tên Comifuro 15 sẽ được sử dụng cho một hội nghị vật lý sắp tới                                                                                     |